# Saropogon dissimulans
Saropogon dissimulans là một loài ruồi trong họ Asilidae. Saropogon dissimulans được White miêu tả năm 1918. Loài này phân bố ở miền Australasia.